# Hemerocallidaceae
Hemerocallidaceae is een botanische naam, voor een familie van eenzaadlobbige bloeiende planten. Een familie onder deze naam wordt niet vaak erkend in systemen van plantentaxonomie, maar wel in het APG-systeem (1998). In het APG II-systeem (2003) is erkenning van deze familie optioneel: de planten kunnen ook ingevoegd worden bij de familie Xanthorrhoeaceae. Het APG III-systeem (2009) gaat verder en kiest zonder meer voor het laatste, waar de betreffende planten de onderfamilie Hemerocallidoideae vormen.
Indien erkend, bestaat de familie uit een kleine honderd soorten, in anderhalf dozijn geslachten. De bekendste genera zullen wel Hemerocallis en Phormium zijn.